# Tantilla reticulata
Tantilla reticulata är en ormart som beskrevs av Cope 1860. Tantilla reticulata ingår i släktet Tantilla och familjen snokar. Inga underarter finns listade i Catalogue of Life.
Denna orm förekommer med flera från varandra skilda populationer från södra Nicaragua till norra Colombia. Arten lever i låglandet och i bergstrakter upp till 1350 meter över havet. Den vistas i fuktiga skogar. Tantilla reticulata gräver vanligen i lövskiktet. Ett exemplar hittas under mossa på ett träd 6 meter över marken. Honor lägger ägg.
Beståndet hotas regionalt av skogarnas omvandling till jordbruksmark. I Colombia finns mycket av det lämpliga habitatet kvar. IUCN listar arten som livskraftig (LC).